# The Duel: Test Drive II
The Duel: Test Drive II – wyścigowa gra komputerowa, druga część z serii Test Drive wyprodukowana przez Distinctive Software i wydana przez Accolade dnia 7 lipca 1989.

## Dodatki
- Test Drive II: The Duel Add-on Scenery Disk: California Challenge
- Test Drive II: The Duel Add-on Scenery Disk: European Challenge
- Test Drive II: The Duel Add-on Car Disk: The Supercars
- Test Drive II: The Duel Add-on Car Disk: The Musclecars
- Test Drive II: The Duel: The Collection